# Karel Vacek (architekt)
Karel Vacek (4. srpna 1940 Praha – 2. dubna 2010 Praha) byl český filmový architekt a scénograf. 

## Životopis
Začínal ve Filmovém studiu Barrandov v roce 1959. Pracoval na filmech jako Pavučina (1989), Der Mädchenkrieg (1977) a Dravci (1999). Podepsán je i pod televizními seriály, například pod projektem O ztracené lásce a seriálem F. L. Věk. 
Získal tři nominace na Českého lva z nichž cenu obdržel za film Kuře melancholik (1999) spolu s Václavem Vohlídalem. Oceňován byl i v zahraničí. Byl nominován na Cenu Emmy za film Na západní frontě klid a obdržel i nevyšší profesní uznání – Zlatou stuhu a Státní cenu Německa.
Zemřel po dlouhé nemoci 2. dubna 2010 v Praze ve věku 72 let.